# Brevicornu melanderi
Brevicornu melanderi är en tvåvingeart som beskrevs av Zaitzev 1988. Brevicornu melanderi ingår i släktet Brevicornu och familjen svampmyggor. Arten är reproducerande i Sverige. Inga underarter finns listade i Catalogue of Life.